# Dreiebenenanordnung

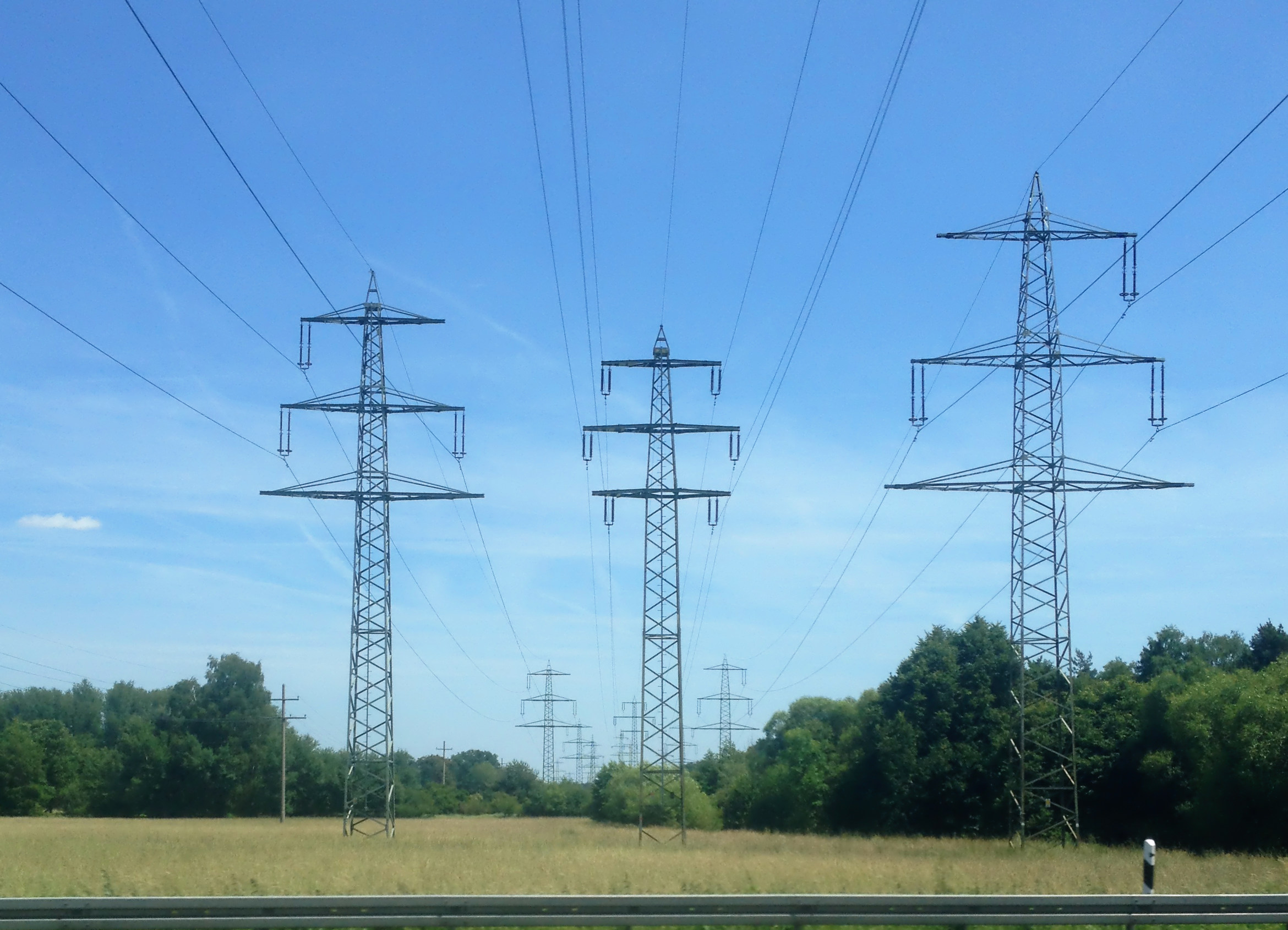
Ältere 110-kV und 220-kV-Freileitungsmasten in Dreiebenenanordnung

Die Dreiebenenanordnung ist eine Anordnung der Leiterseile einer Freileitung in drei Ebenen.
Bei Masten für zwei Drehstromkreise mit in Summe sechs Leiterseilen sind Tannenbaummaste und Tonnenmaste üblich; umgekehrte Tannenbaummasten sind seltener. Die jeweiligen drei Leiterseile eines Drehstromsystems sind in der Regel auf einer Seite des Mastschafts angebracht.
Maste mit Dreiebenenanordnung der Leiterseile sind höher als andere vergleichbare Hochspannungsmaste, bedürfen aber nur einer geringen Trassenbreite.